# Альпи Шабле
Альпи Шабле — гірський масив у західних Альпах. Вони розташовані в однойменному регіоні між Женевським озером і гірським масивом Монблан. Коль-де-Монте відокремлює їх від гірського масиву Монблан на півдні, а долина Рони від Бернських Альп на сході.
Альпи Шабле складаються з двох окремих частин, розділених Валь-д’Ільєз: масив Дан-дю-Міді на півдні, який містить найвищі вершини, і альпійські передгір’я на півночі. Найвища вершина Високий пік (фр. Haute Cime, 3258 м) в масиві Дан-дю-Міді.

## Піки

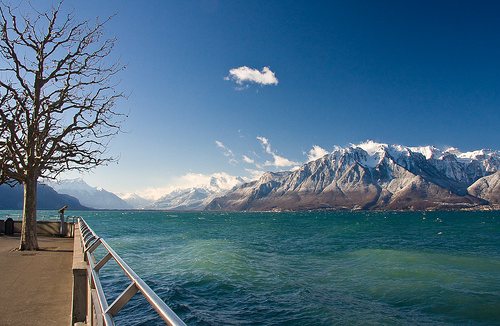
Долина Рони праворуч і східна частина Альп Шабле ліворуч через Женевське озеро
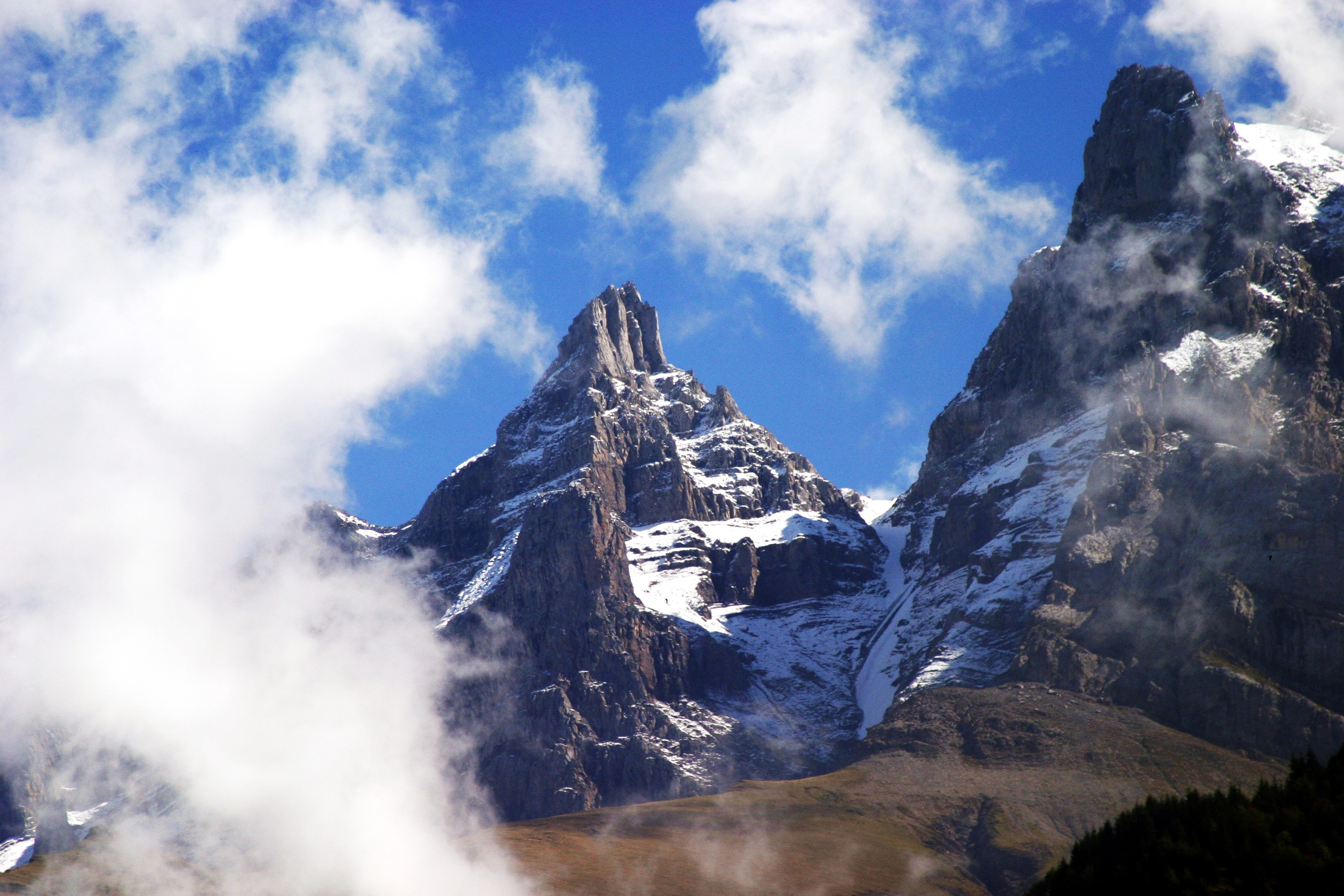
Вершини Dents du Midi
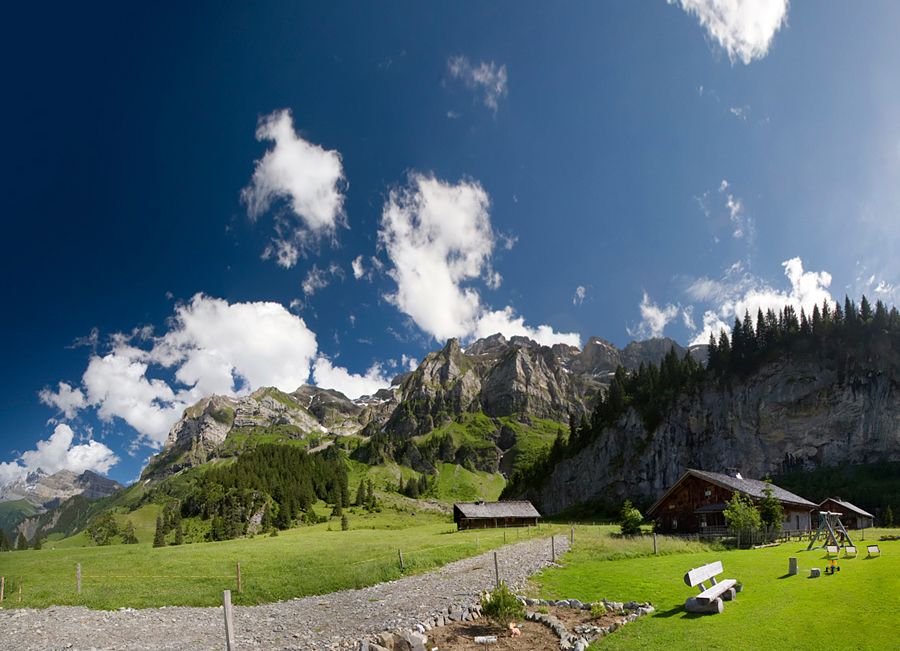
Над Шампері
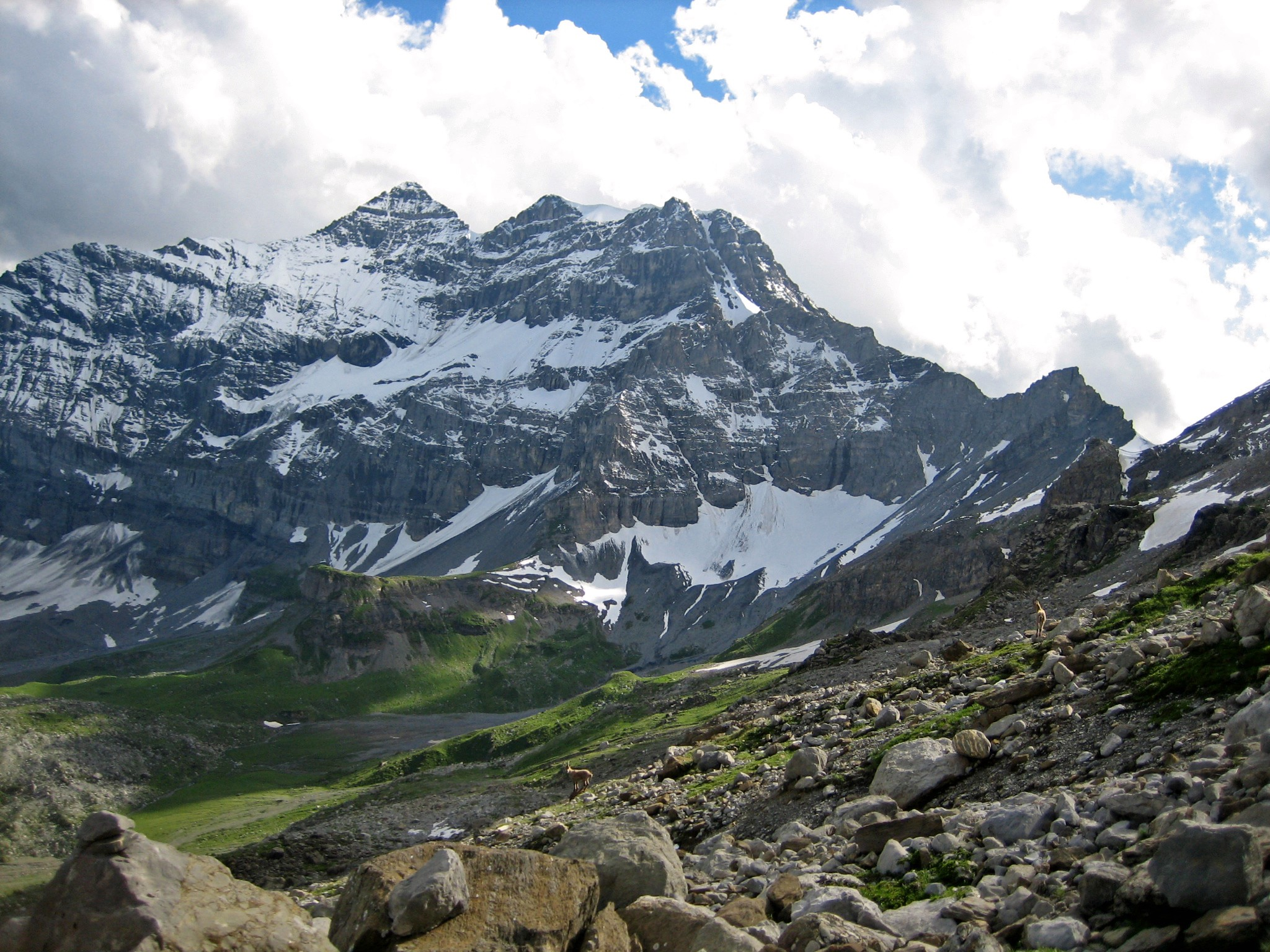
Тур Сальєр
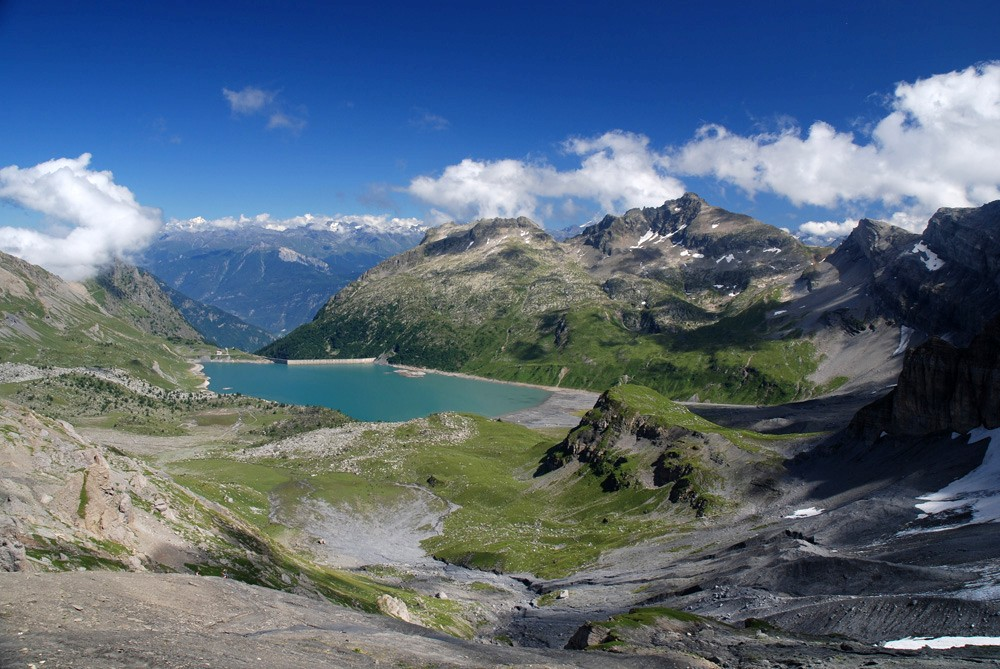
Лак де Саланфе